# Shattered Angels
Kyōshirō to Towa no Sora (яп. 京四郎と永遠の空 Ки:ёсиро то Това но Сора, «Кёсиро под вечным небом») — манга Кайсяку, опубликованная в журнале «Dragon Age». Двенадцатисерийная аниме-адаптация транслировалась в Японии с 5 января по 23 марта 2007. Сериал содержит много отсылок к другим произведениям Кайсяку, в частности Kannazuki no Miko, Magical Nyan Nyan Taruto, UFO Princess Valkyrie и Steel Angel Kurumi.

## Сюжет
За десять лет до событий истории учёные работали над созданием новых творений, которые получили имя «Абсолютные Ангелы». Однако проект провалился, вызвав Катастрофу Семи дней, из-за которой погибло много людей и была уничтожена почти вся местность[уточнить].
Юная Ку Сиратори готовится к предстоящему школьному фестивалю. То будет потрясающий день: ярмарка, представления, фейерверки — и настоящий бал. И, конечно же, девушке нужна пара. Но с этим возникают проблемы: она скромна, робка и не уверена в себе; единственный мужчина в её жизни — это принц из детских снов. Именно ему Ку пишет письма, с ним советуется и ведёт мысленные беседы. Но вдруг, незадолго до фестиваля, в класс Ку переводится новый ученик, Кёсиро Аянокодзи — красавец, скрипач, ученик загадочной Призрачной Академии Дзёто, который удивительно похож на принца из её снов. Позже Ку узнаёт о Абсолютных Ангелах, способных призывать роботов.

## Персонажи
- Ку Сиратори (яп. 白鳥 空 Сиротари Ку) — главная героиня истории. Скромная и застенчивая девушка с общительным и ранимым характером. Ку с детства мечтала о встрече с прекрасным принцем, видя его в своих снах. Впервые встретившись с Кёсиро, приняла его за принца из своих снов и влюбилась в него. Позже она познакомилась с Сэцуной, с которой они стали хорошими друзьями. Она выяснила от Мики, что она является пятым Абсолютным Ангелом Сиро (яп. チェーロ Сиро), созданная Кадзуей Аянокодзи. Также она является второй частью души Вальтэисии. Её символ расположен возле сердца. В последней серии она помешала планам Кадзуи и спасла остальных трёх Абсолютных Ангелов ценой своей жизни. В эпилоге, будучи ребёнком, Ку размышляет об Абсолютных Ангелах, после чего её встречают пришедшие за ней Кёсиро и Сэцуна, и она вспоминает свою предыдущую жизнь.
  - Сэйю — Саюри Яхаги
- Кёсиро Аянокодзи (яп. 綾小路 京四郎 Аяноко:дзи Кёсиро) — главный герой истории. Младший сын в семье Аянокодзи. Будучи ребёнком, Кёсиро всегда восхищался своим старшим братом Кадзуей. После его гибели во время неудачных экспериментов по созданию Абсолютных Ангелов, принял твёрдое решение следовать его идеалам и уничтожить всех Абсолютных Ангелов, чтобы отомстить за смерть брата. Встретившись с Ку, начал проявлять к ней интерес, а позже и влюбился в неё. Имеет своего Абсолютного Ангела, Сэцуну, которую он заряжает маной с помощью поцелуя. Кёсиро является популярным учеником академии, а также скрипачом и превосходным жокеем. Позже Кёсиро узнаёт, что Кадзуя всё это время был жив и что именно он был виновен в провале эксперимента, за которым последовала ужасная катастрофа. С помощью Сёдзиро, Дзина и Химэко, Кёсиро удалось одолеть Стальных ангелов и остановить Кадзую, освободив Ку и остальных Абсолютных Ангелов. В последней серии он обещает Ку, что обязательно найдёт её и они будут всегда вместе. В эпилоге он вместе с Сэцуной отправляются на её поиски.
  - Сэйю — Кацуюки Кониси
- Сэцуна (яп. せつな Сэцуна) — Абсолютный Ангел Кёсиро и его помощница. Её прозвище «Момент Мечты Сэцуна». Сэцуна девушка не знающая эмоции, единственное, что она делает, это слушает своего хозяина Кёсиро и выполняет его распоряжения. Сэцуна сильно привязана к своему хозяину, при этом даже влюблена в него. Носит пару колокольчиков, подаренных Кёсиро, чтобы та научилась контролировать свои способности. Встретившись с Ку, стала её близкой подругой. Владеет роботом «Клаимох Солаис». Её символ расположен на правой руке. Была похищена Кадзуей, но затем освобождена Ку. В эпилоге отправляется вместе с Кёсиро на поиски Ку.
  - Сэйю — Юки Мацуока
- Каон (яп. かおん Каон) — Абсолютный Ангел Мики. Её прозвище «Лунная Спираль Каон». После встречи с Ку два раза похищала её, первый чтобы рассказать об Абсолютных Ангелах, второй по приказу Мики. Владеет роботом Муракумо. Её символ расположен на левой руке. Питает любовные чувства к Химэко и хочет защитить её, хоть и старается скрыть это от своей хозяйки Мики. Была похищена Кадзуей, но освобождена Ку. В эпилоге Каон воссоединилась с Химэко и начала с ней встречаться. Её прототипом послужила Тиканэ Химэмия (яп. 姫宮千歌音 Химэмия Тиканэ) — главная героиня Kannazuki no Miko.
  - Сэйю — Аяко Кавасуми
- Химэко (яп. ひみこ Химэко) — личная помощница Мики и возлюбленная Каон. Робкая и добродушная девушка. Она рисует картины, в которых постоянно рисует портреты Каон, которую она очень сильно любит и дорожит. После нападения Казуи и похищения Каон, получила от Мики перед её смертью виолончель, подавляющий манну Ангелов. Позже вместе Кёсиро, Сёдзиро и Дзином отправилась освободить от рук Казуи всех Абсолютных ангелов. Во время сражения она вступила в бой со Стальными ангелами, получив серьёзные ранения, но была исцелена Каон. В эпилоге Химэко воссоединилась с Каон и начала с ней встречаться. Её прототипом послужила Химэко Курусугава (яп. 来栖川 姫子 Курусугава Химэко) — главная героиня Kannazuki no Miko[источник не указан 3788 дней].
  - Сэйю — Норико Ситая
- Мика Аянокодзи (яп. 綾小路 三華 Аяноко:дзи Мива) — директор академии Higashigetsu Fūma Witch. Является старшей сестрой Кёсиро и младшей сестрой Сёдзиро и Кадзуи. Как и Кадзуя, участвовала в экспериментах по созданию Абсолютных Ангелов. Её правый глаз фиолетового оттенка, а левый оранжевого. Мика жестокая и самовлюблённая девушка, достигающая своих целей силой. Владеет Абсолютным Ангелом Каон, в которую она влюблена. Сильно ревнует, наблюдая за отношениями Каон и Химэко, пыталась разрушить их связь, но безуспешно. Также она ненавидит своего брата Кадзую, которого считала демоном, а Кёсиро — хвостом демона. Была тяжело ранена в схватке с Кадзуей, и тот похитил Каон. Перед смертью попросила Химэко спасти Каон, отдав ей свою виолончель. Её прототипом послужила Мияко (яп. ツバサ) — персонаж Kannazuki no Miko[источник не указан 3788 дней].
  - Сэйю — Ацуко Танака
- Сёдзиро Аянокодзи (яп. 綾小路 蒼二郎 Аяноко:дзи Сёдзиро) — бывший глава Отряда порядка. Является старшим братом Мики и Кесёро и младшим братом Кадзуи. Рассудительный и спокойный человек. В результате неудачных экспериментов получил шрам в форме креста, расположенный на его лице. Владелец Абсолютным Ангелом Тарлотэ, к которой он относится как к младшей сестре и всячески защищает. Позже вместе с Кёсиро, Дзином и Химэко отправился освобождать от рук Кадзуи всех Абсолютных ангелов. Во время сражения он вступил в бой со Стальными ангелами, получил серьёзные ранения, но был исцелён Тарлотэ. В эпилоге вернулся к обязанностям главы Отряда порядка. Его прототипом послужил Гироти (яп. ギロチ) — персонаж Kannazuki no Miko[источник не указан 3788 дней].
  - Сэйю — Юдзи Киси
- Тарлотэ (яп. たるろって Тарлотэ) — Абсолютный Ангел Сёдзиро. Её прозвище «Линия Планет Тарлотэ». Девочка-кошка с ушами и хвостами. Очень вспыльчива и эмоциональна. Постоянно дразнит и издевается над Сёдзиро, но на самом деле считает его своим другом. Владеет роботом Батраз. Её символ расположен на правом бедре. Была похищена Кадзуей, но была освобождена Ку. В эпилоге осталась вместе с Сёдзиро. Её прототипом послужили Таруто (яп. たると) и Шарлотта (яп. シャルロッテ Саруроттэ) — главные персонажи Magical Nyan Nyan Taruto[источник не указан 3788 дней].
  - Сэйю — Хисаё Мосидзуки
- Кадзуя Аянокодзи (яп. 綾小路 一夜 Аяноко:дзи Казуя) — создатель Абсолютных Ангелов и Стальных ангелов. Старший сын в семье Аянокодзи. Десять лет назад участвовал в экспериментах, создав пятерых Абсолютных Ангелов и вызвав катастрофу, в результате которой погибло много людей. Долгое время считался погибшим, но на самом деле он выжил, чтобы объединить всех Абсолютных Ангелов в одного. Может создавать шар света в правой руке, а также выпускать лианы с шипами из своих рук. Тяжело ранил Кёсиро, забрав у него Ку и стерев её память, а также убил Мику, похитив у неё Каон. Затем похитил Тарлотэ. Пытался объединить всех Абсолютных Ангелов в одного, но те оказали ему сопротивление и победили его. В эпилоге осознал свои ошибки и попрощался с Кёсиро.
  - Сэйю — Кэн Нарита
- Вальтэисия (яп. ワルテイシーア Вальтэисия) — Абсолютный Ангел Кадзуи и первая часть души Ку. Её прозвище «Солнце одиночества Вальтэисия». Высокая девушка с длинными волосами, держащая при себе золотой скипетр. Владеет роботом Мэгингиорд. Вальтэисия не показывает своих эмоции и во всём поддерживает Кадзую. В финале узнав о чувствах четырёх своих сестёр, помогла им выбраться из плена Кадзуи. В эпилоге осталась вместе с Кадзуей. Её прототипом послужила Валькирия — главная героиня UFO Princess Valkyrie[источник не указан 3788 дней].
  - Сэйю — Мэгуми Огата
- Дзин Огами (яп. 大神 ジン Огами Дзин) — глава Отряда порядка и друг Кёсиро. Рассудительный и добрый человек. Под командованием Сёдзиро был его заместителем. Со своими подопечными участвовал вместе с Кёсиро, Сёдзиро и Химэко в сражении против Стальных ангелов и Кадзуи. В эпилоге вернул место главы Сёдзиро, снова став его заместителем. Его прототипом послужил Сома Огами (яп. 大神ソウマ О:гами Со:ма) — персонаж Kannazuki no Miko[источник не указан 3788 дней].
  - Сэйю — Дзюндзи Мадзима
- Козуэ Сато (яп. 佐藤 こずえ Сато Козуэ) — лучшая подруга Ку. Весёлая и энергичная девушка.
  - Сэйю — Рина Сато

## Продукция

### Манга
Манга, нарисованная авторской группой мангак Кайсаку, выпускалась издательством Kadokawa Shoten, в журнале Dragon Age с 2006 по 2007 годах. Издана в трёх томах. 20 февраля 2007 года вышел сборник лайт-новел по сценарию Утакэ Сумиотоку, Kyoushirou to Towa no Sora -Prelude- (яп. 京四郎と永遠の空 ―前奏曲―).
| № | Дата публикации    | ISBN                   |
| - | ------------------ | ---------------------- |
| 1 | 25 октября 2006 г. | ISBN 978-4-04-712469-9 |
| 2 | 26 декабря 2006 г. | ISBN 978-4-04-712477-6 |
| 3 | 7 августа 2007 г.  | ISBN 978-4-04-712506-3 |

### Аниме
Созданием аниме-адаптации занималась студия TNK под руководством Тэцуи Янагисавы. Сценарий был написан Утакэ Сумиотоку, музыку для аниме сочиняла Мина Кубото, дизайном персонажей занималась Маки Фудзи. Вступительной заставкой стала композиция «Cross*Heart» в исполнении CooRie, а заключительной заставкой стала композиция «Madoromi no Rakuen» в исполнении Ceui. Студия TNK выпустила двенадцать серий вместе с шестью дополнительными сериями на шести DVD-дисках, затем выпустила все серии аниме в коллекционном издании. В июле 2008 года аниме было лицензировано в США компанией Funimation и выпущено 24 февраля 2009 года под названием Shattered Angels.

#### Список серий аниме
| № серии | Название                                                        | Трансляция в Японии |
| ------- | --------------------------------------------------------------- | ------------------- |
| 1       | Бессмертное небо «Това но Сора» (永遠の空)                      | 05.01.2007          |
| 2       | Три великих месяца и сто ночей «Миказуки Бякуя» (三華月百夜)    | 12.01.2007          |
| 3       | Танец спирали «Маиодору расэн» (舞い踊る螺旋)                   | 19.01.2007          |
| 4       | Светлячки любви «Коиботару» (恋蛍)                              | 26.01.2007          |
| 5       | Поцелуй креста «Котизуки Сэнрэи» (くちづけ洗礼)                 | 02.02.2007          |
| 6       | Перекрёсток в конце мечты «Юмэ Хатэ Дзу:дзиро» (ゆめはて十字路) | 09.02.2007          |
| 7       | Бдуждающая элигия «Самаёи но Аика» (彷徨いの哀歌)               | 16.02.2007          |
| 8       | Момент пробуждения «Токи но Мэзами» (刻の目覚め)                | 23.02.2007          |
| 9       | Несбываемая девушка «Отомэ Михатэну» (乙女見果てぬ)             | 02.03.2007          |
| 10      | Бастилия «Басутия» (天使の牢獄)                                 | 09.03.2007          |
| 11      | Зал ангелов «Тэнси Каиро:» (天使回廊)                           | 16.03.2007          |
| 12      | Вечная пустота «Эйен но Ку:» (永遠の空)                         | 23.03.2007          |

#### Специальные серии
| № серии | Название                                                                            | Трансляция в Японии |
| ------- | ----------------------------------------------------------------------------------- | ------------------- |
| 1       | Влечение «Катамуки» (傾き)                                                          | 03.07.2007          |
| 2       | Доверие «Синраи» (信頼)                                                             | 10.07.2007          |
| 3       | Дневник воспоминаний Ку Сиратори «Омоидэ но Ники Сиратори Ку:» (思い出の日記白鳥空) | 17.07.2007          |
| 4       | Ангел на отдыхе «Кюка Тэнси» (休暇天使)                                             | 24.07.2007          |
| 5       | Истинные ангелы разрушения «Риару Ку:сиро то Това но Сора» (リアル京四郎と永遠の空) | 06.08.2007          |
| 6       | Бессмертное небо «Това но Сора» (永遠の空)                                          | 13.08.2007          |